# モバイルエージェント
モバイルエージェント(Mobile Agent)は、ネットワークを介した分散処理技術の一種であって、ネットワークに接続されたコンピュータ間をエージェントと称されるプログラムが移動しながら処理を行う。
エージェントは自律的なプログラムであり、自律的に移動先を選択可能であり、コードと状態を移動先に移動することにより、移動先では移動前の状態からの処理を継続可能である。エージェントが実行されるコンピュータでは、モバイルエージェントの実行環境が備えられている必要がある。実行環境が備えられていれば、パソコンや携帯電話、PDAなどあらゆる機器上で、エージェントは動作可能である。
ネットワークやCPUといった資源の効率的な利用や、障害時における柔軟な処理変更に対応するといった目的で開発されている。
また、エージェントのデータに対して盗聴・改竄するといったセキュリティ問題が発生しやすい。
主な製品としては東芝のBeegentなど。オープンソースではAgletsがある。